# Brodaczka zwyczajna

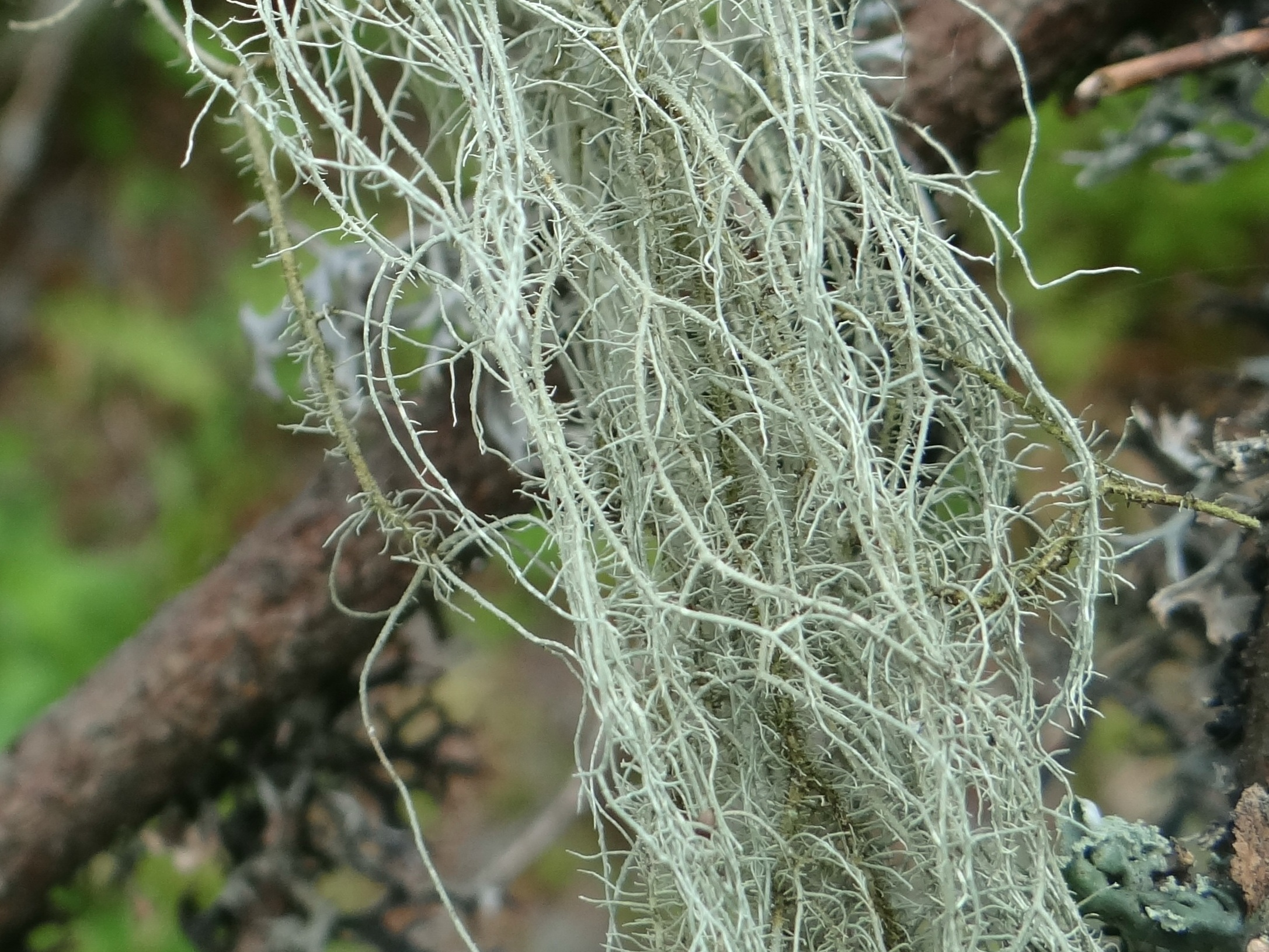
Fragment plechy

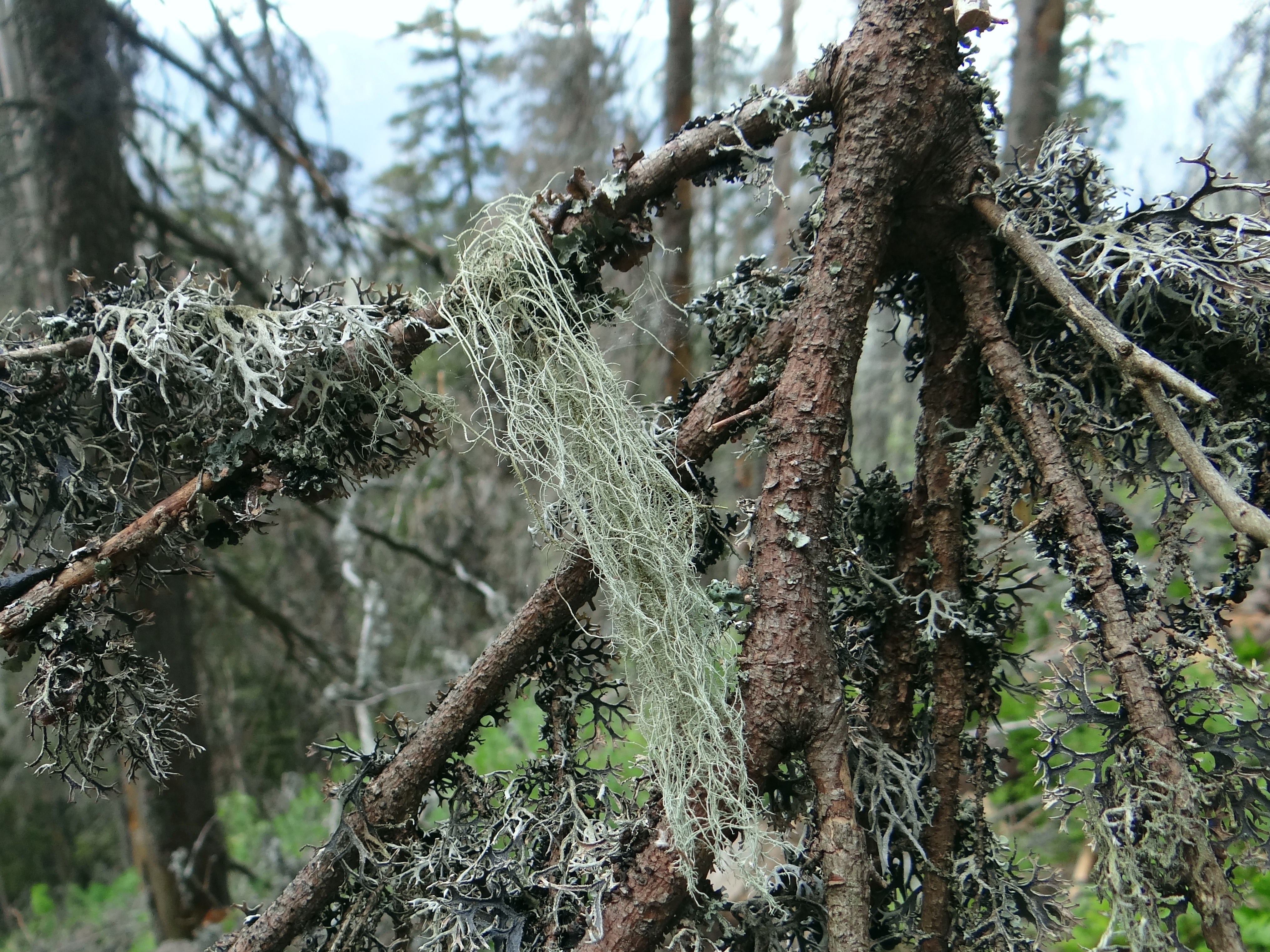
Brodaczka zwyczajna i mąklik otrębiasty na powalonym świerku

Brodaczka zwyczajna (Usnea filipendula Stirt.) – gatunek grzybów z rodziny tarczownicowatych (Parmeliaceae). Ze względu na współżycie z glonami zaliczany jest do porostów. 

## Systematyka i nazewnictwo
Pozycja w klasyfikacji według Index Fungorum: Usnea, Parmeliaceae, Lecanorales, Lecanoromycetidae, Lecanoromycetes, Pezizomycotina, Ascomycota, Fungi.
Niektóre synonimy naukowe:
- Usnea dasypoga var. fibrillosa (Motyka) Keissl. 1960
- Usnea fibrillosa Motyka 1936
- Usnea muricata Motyka 1936

Nazwa polska według Krytycznej listy porostów i grzybów naporostowych Polski. 

## Morfologia
Plecha krzaczkowato-nitkowata, zwisająca. Zawiera glony protokokkoidalne. Do podłoża przyczepia się mniej lub bardziej zaczernioną nasadą. Plecha osiąga długość do 30 cm. Powierzchnia barwy szarej, słomkowożółtej lub zielonawej i jest matowa lub nieco tylko błyszcząca. Posiada wyraźną oś zbudowaną z nibytkanki i jest silnie rozgałęziona. Główne gałązki plechy mają grubość 1-2 mm, są dość sztywne, obłe i cienieją stopniowo, gałązki drugiego rzędu mają grubość 0,5-0,8 mm. Liczne gałązki boczne mają różną długość i zaostrzone końce; te krótsze odstają niemal pionowo, te dłuższe łukowato zginają się lub zwisają. Powierzchnia gałązek pokryta jest licznymi, drobnymi brodawkami o wałeczkowatym lub półkulistym kształcie.
Na plesze zawsze (z wyjątkiem okazów w początkowej fazie wzrostu) występują brodawkowate soralia z izydiowymi urwistkami. Owocniki natomiast powstają bardzo rzadko. Mają średnicę 5-10 mm i wyrastają z nich liczne gałązeczki o różnej długości. Tarczki owocników mają cielistą barwę i są lekko oprószone. W jednym worku powstaje po 8 jednokomórkowych, bezbarwnych zarodników o rozmiarach 9,5× 7 μm. 

## Występowanie i siedlisko
Występuje tylko na półkuli północnej, w Ameryce Północnej i Środkowej, Europie i Azji. W Polsce był gatunkiem ściśle chronionym, od 17 października 2014 podlega ochronie częściowej. Znajduje się na Czerwonej liście roślin i grzybów Polski. Ma status VU – gatunek w niektórych regionach narażony na wymarcie.
Rośnie w lasach oraz na otwartych terenach na korze drzew liściastych i iglastych: jodła, olsza, brzoza, grab, buk, jesion, modrzew, świerk, sosna, topola, dąb, wierzba, jarząb, lipa.

## Zastosowanie
Plecha brodaczek ma własności lecznicze. Zawiera kwas usninowy i inne substancje o silnym działaniu antybakteryjnym i antywirusowym. Otrzymywane z niej preparaty mają działanie wykrztuśne, przeciwzapalne, przeciwgorączkowe, przeciwpasożytnicze, przeciwdrobnoustrojowe, pobudzające trawienie, rozkurczowe, przeciwnowotworowe.

## Gatunki podobne
Rozróżnienie poszczególnych gatunków brodaczek jest bardzo trudne i wymaga korzystania ze specjalistycznych opracowań. W przypadku brodaczki zwyczajnej pewną wskazówką może być jej długość – większość brodaczek nie osiąga takich rozmiarów.